# Puchar Polski w piłce siatkowej mężczyzn (1970/1971)
Puchar Polski w piłce siatkowej mężczyzn 1970/1971 (Puchar Polski o "Puchar Sportowca") – 15. sezon rozgrywek o siatkarski Puchar Polski, rozgrywany od 1932 roku.

## Klasyfikacja końcowa
| Miejsce | Drużyna          |
| ------- | ---------------- |
| 1.      | AZS Olsztyn      |
| 2.      | Stal Mielec      |
| 3.      | Hutnik Nowa Huta |
| 4.      | Gwardia Wrocław  |
| 5.      | Beskid Andrychów |
| 6.      | Calisia          |